# 亞歷山大·涅夫斯基主教座堂 (華沙)

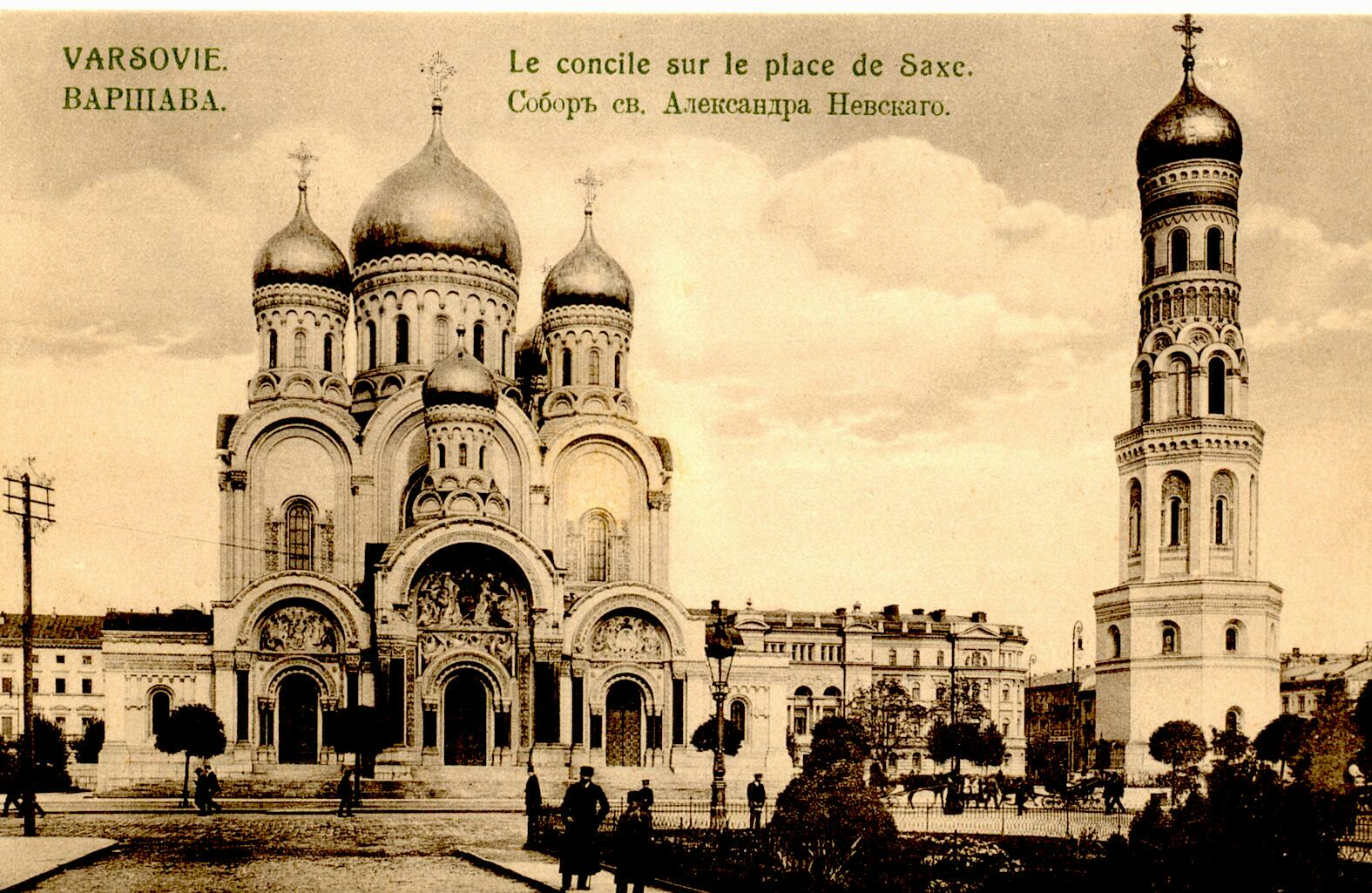
亞歷山大·涅夫斯基主教座堂

亞歷山大·涅夫斯基主教座堂（Sobór św. Aleksandra Newskiego）是位於波蘭首都華沙的一座俄羅斯正教會的教堂。教堂修建時華沙仍然是俄羅斯帝國的一部分。教堂高70米，是當時華沙最高的建築。1920年代中期，由於民族感情問題，這座教堂被拆除。